# Benjamin Scheller
Benjamin Scheller (* 1969) ist ein deutscher Historiker. Er ist seit 2011 Professor für die Geschichte des Spätmittelalters und der Frühen Neuzeit an der Universität Duisburg-Essen.

## Leben und Wirken
Benjamin Scheller studierte von 1990 bis 1995 Mittelalterliche und Neuere Geschichte, Sozialwissenschaften, Italienisch an den Universitäten Frankfurt am Main, der Freien Universität Berlin und der Humboldt-Universität zu Berlin. Der Magister Artium folgte 1995 an der Humboldt-Universität zu Berlin. Er wurde 2002 bei Michael Borgolte an der Humboldt-Universität zu Berlin promoviert mit einer Arbeit über die Stiftungen Jakob Fuggers des Reichen vor und während der Reformation (ca. 1505 bis 1555). Er war von 1999 bis 2002 Wissenschaftlicher Mitarbeiter an der Humboldt-Universität zu Berlin. Von 2002 bis 2010 war er wissenschaftlicher Assistent an der Humboldt-Universität zu Berlin. Er war 2006/2007 Feodor Lynen-Stipendiat der Alexander-von-Humboldt-Stiftung an der Universität Pisa. Er habilitierte sich 2009 für Mittelalterliche Geschichte an der HU Berlin. Im Wintersemester 2010/11 war er Gastprofessor für Geschichte des Mittelalters am Institut für Wirtschafts- und Sozialgeschichte der Universität Wien.
Seit Sommersemester 2011 lehrt er als Professor für Geschichte des Spätmittelalters und der Frühen Neuzeit an der Universität Duisburg-Essen. Er war Forschungsstipendiat 2016/2017 am Historischen Kolleg. Gefördert wurde das Forschungsprojekt „Die Geburt des Risikos. Kontingenz, Kalkül und kaufmännische Praxis im Mittelmeerraum des Hoch- und Spätmittelalters“. Erste Ergebnisse dieses Forschungsprojekts über Seeversicherungen im Mittelalter veröffentlichte er in der Historischen Zeitschrift. Seit dem Wintersemester 2013 ist er stellvertretender Sprecher des Graduiertenkollegs 1919 der Deutschen Forschungsgemeinschaft (DFG) „Vorsorge, Voraussicht, Vorhersage: Kontingenzbewältigung durch Zukunftshandeln“. Seit Wintersemester ist er 2018 Sprecher der DFG-Forschungsgruppe 2600 „Ambiguität und Unterscheidung. Historisch-kulturelle Dynamiken“.
Seine Forschungsschwerpunkte sind die Geschichte interreligiöser und transkultureller Beziehungen im Mittelalter, die religiöse Konversionen im Mittelalter, die Geschichte Süditaliens im Spätmittelalter, die Geschichte des Risikos, die Geschichte der Europäischen Expansion im Spätmittelalter, die Stadtgeschichte, die Geschichte des Stiftungswesens. In seiner Dissertation befasste er sich mit der Geschichte der drei großen Augsburger Stiftungen Jakob Fuggers des Reichen. In seiner Habilitation untersuchte er die Folgen der um 1292 durchgeführten Massenkonversion von über 20 jüdischen Gemeinden zum Christentum im festländischen Süditalien. Es handelt sich bei der Massenkonversion des Jahres 1292 im Königreich Neapel um die einzige mittelalterliche Massenkonversion von Juden zum Christentum in der Geschichte Europas außerhalb der Iberischen Halbinsel und sonstiger spanischer Herrschaftsgebiete. Scheller konnte zeigen, dass diese nicht auf die gezielte Umsetzung des Königs von Sizilien (Neapel) oder der Inquisitoren zurückging, sondern das „Resultat einer inquisitorischen Judenverfolgung“ war, „die sich kumulativ radikalisiert hatte“ und „dass sie sich im Königreich Neapel [...] radikalisieren konnte, weil sie dort in eine politische Konstellation eingebettet war, die eine spezifische Wahlverwandtschaft mit sich brachte“. Diese „Wahlverwandtschaft zwischen den Interessen des Königtums und denen der Inquisitoren aus dem Dominikanerorden“ bestand darin, dass die Juden in Süditalien rechtlich und steuerlich nicht der Monarchie, sondern dem Episkopat unterstellt waren.

## Schriften (Auswahl)
Monographien
- Die Stadt der Neuchristen. Konvertierte Juden und ihre Nachkommen im Trani des Spätmittelalters zwischen Inklusion und Exklusion (= Europa im Mittelalter. Bd. 22). Akademie Verlag, Berlin 2013, ISBN 978-3-05-005977-8.
- Memoria an der Zeitenwende. Die Stiftungen Jakob Fuggers des Reichen vor und während der Reformation (ca. 1505–1555) (= Stiftungsgeschichten. Bd. 3). Akademie-Verlag, Berlin 2004, ISBN 3-05-004095-5.

Herausgeberschaften
- Kulturen des Risikos im Mittelalter und in der Frühen Neuzeit (= Schriften des Historischen Kollegs. Kolloquien. Bd. 99). De Gruyter, Berlin u. a. 2019, ISBN 978-3-11-061891-4.
- mit Christian Hoffarth: Ambiguität und die Ordnungen des Sozialen im Mittelalter (= Das Mittelalter. Beihefte. Bd. 10). De Gruyter, Berlin 2018, ISBN 3-11-060587-2.
- mit Tillmann Lohse: Europa in der Welt des Mittelalters. Ein Colloquium für und mit Michael Borgolte. De Gruyter, Berlin u. a. 2014, ISBN 978-3-11-035096-8.